# フードファイタータベル
『フードファイタータベル』は、うすた京介による日本のギャグ漫画作品。集英社のウェブコミック配信サイト『少年ジャンプ+』にて、2015年9月5日から2018年4月21日まで毎週土曜日更新で連載された。
前作『ピューと吹く!ジャガー』終了から5年ぶりの連載作品。大食い・フードファイターを題材としたギャグ漫画で、作者のこれまでの作品と比べると、回ごとのつながりが強いストーリー性のある作風になっている。

## ストーリー
高校2年生のグルメマニア、腹田美味満がヤンキーに弁当を奪われそうになっていると、大食戦士（フードファイター）の神無食流（たべる）が現れる。たべるはヤンキーを追い払うが、自分で弁当を食べてしまう。ウマミチが腹を空かせて家に帰ると、実家の定食屋に客としてたべるがおり、やってきたフードファイターの館兄弟と大食いバトル「フードル」の結果、勝利を収める。プロのフードファイターの存在を知ったたべるは、聖地「テレビ凍狂」を目指すことになる。

## 登場人物
神無 食流（かんなし たべる）
主人公。通称たべる。生え際が前面に出て三つに重なった派手な前髪が特徴の、身寄りの無いフードファイター。カンフーファイターでもあるという描写もある。料理を吸い込む食戦法（イートスタイル）、「天の食（ミルキーウェイたべ）」が得意技。胃を鍛えるため、普段は鉄球の束を飲み込んでいる。
腹田 美味満（はらだ うまみち）
高校2年生。本作におけるツッコミ役。グルメマニアで将来の夢は「TOMS」（「テレビとかでよくおいしい店とか紹介してる人」の略）になること。あだ名は紆余曲折を経て「びっちぇる」となった。
腹田 玄成（はらだ げんなり）
ウマミチの父。定食屋「ルーズソックス」の店主だが飯が不味く、客は少ない。
天王酢 和（てんのうず あえる）
通称アエル。テレビ凍狂公認フードファイター。二枚目で人も良いが、なにかと不憫な目に遭う。高所恐怖症。
実勅 弌（じっちょく はじめ）
フードファイターの頂点「腹人神」に最も近いとされる男。 真面目で上品な性格だが、たべるに初対面から酷な態度をとられ、以降敵視している。
八乙女 かもめ（やおとめ かもめ）
一見可愛くて気立てのいいコロッケ屋の看板娘で、ウマミチが好意をよせていたが、それは営業用の演技であり、本性は露骨に態度が悪く荒々しい、二面性を持つフードファイター。
後藤田 弁（ごとうだ べん）
2次予選でたべるとかもめと共にチームを組んだ中年のフードファイター。脂満寝県出身。
戌野 三歩（いぬの さんぽ）
実勅家の弟子「実勅一門」チームの一人。犬食いが得意。
東雲 プライ丸（しののめ プライまる）
2次予選でアエルとチームを組んだ東雲親子の息子。出っ歯でヨダレを垂らした風貌だが、大食いの実力は非常に高い。

## 書誌情報
- うすた京介『フードファイタータベル』集英社〈ジャンプ・コミックス+〉、全7巻
  1. 2016年1月4日発売[1]、ISBN 978-4-08-880597-9
  2. 2016年5月2日発売[2]、ISBN 978-4-08-880713-3
  3. 2016年9月2日発売[3]、ISBN 978-4-08-880788-1
  4. 2016年12月31日発売[4]、ISBN 978-4-08-881001-0
  5. 2017年6月2日発売[5]、ISBN 978-4-08-881156-7
  6. 2017年12月4日発売[6]、ISBN 978-4-08-881237-3
  7. 2018年5月2日発売[7]、ISBN 978-4-08-881372-1